# Pfarrkirche Stoitzendorf

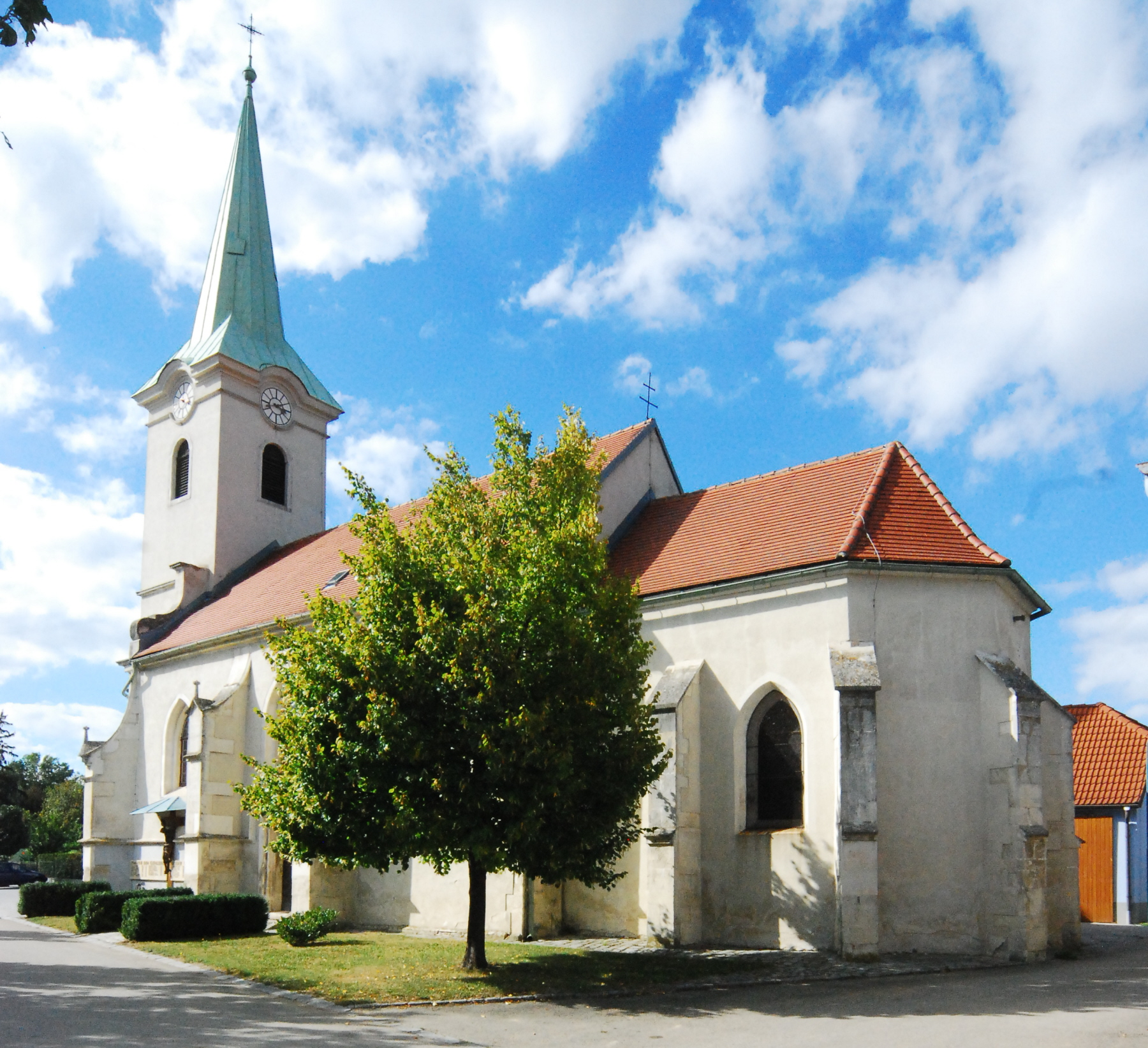
Pfarrkirche Stoitzendorf

Die Pfarrkirche „zum heiligen Leopold“ ist eine geostete römisch-katholische Kirche mit Westturm in der Katastralgemeinde Stoitzendorf der Stadtgemeinde Eggenburg in Niederösterreich.
Sie gehört dem Dekanat Sitzendorf im Vikariat Unter dem Manhartsberg an und steht gemäß Verordnung des Bundesdenkmalamtes unter Denkmalschutz (Listeneintrag).

## Pfarr- und Baugeschichte

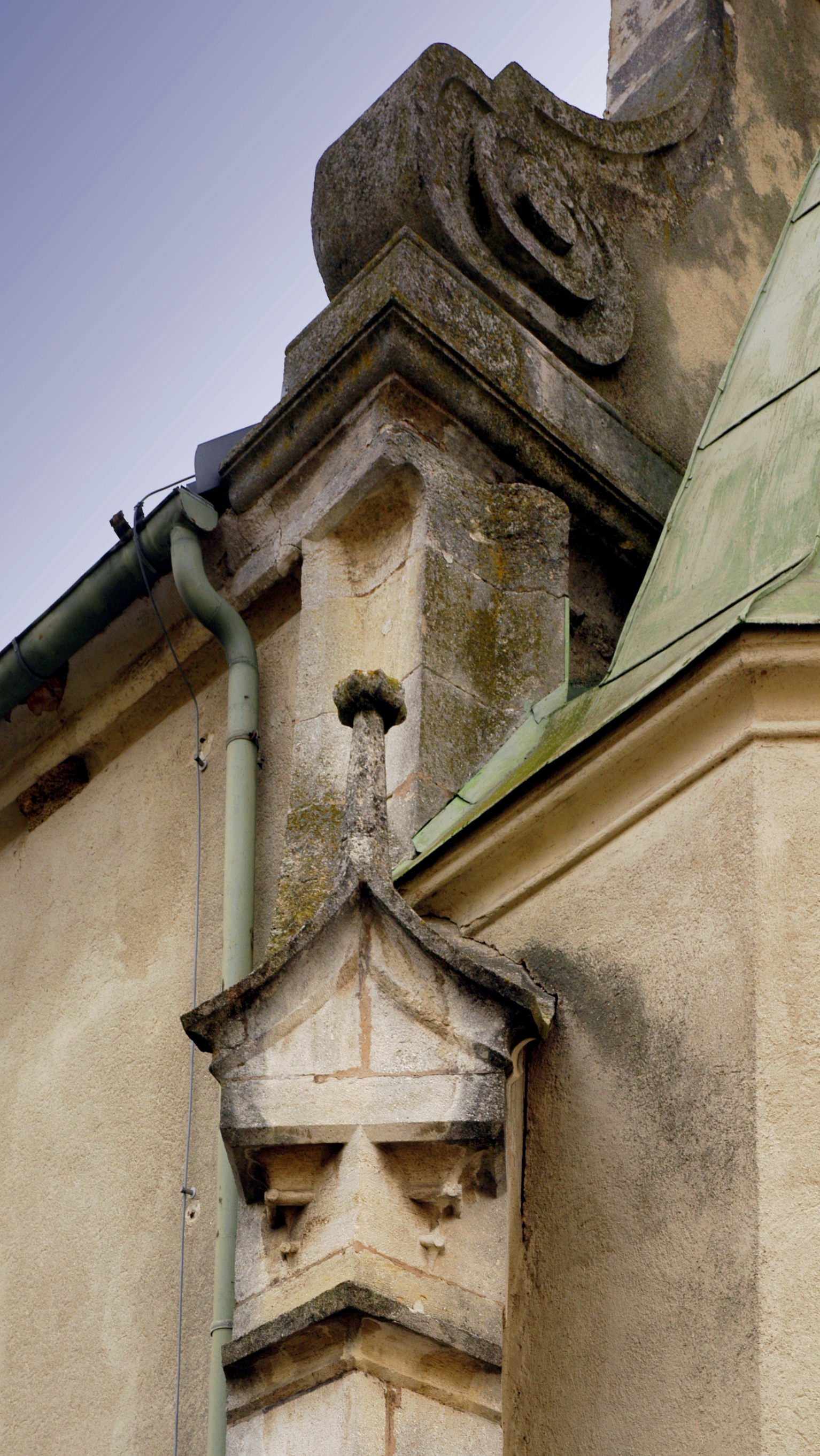
Detail eines nördlichen Strebepfeilers

Der Vorgängerbau der Pfarrkirche wurde im Jahre 1467 als Jakobskapelle geweiht. Im 16. Jahrhundert wurde die Kapelle dem Stift Klosterneuburg inkorporiert und erhielt das Patrozinium des heiligen Leopold. Nach einer Zerstörung wurde der Kirchenbau im Jahre 1620 erneuert und erhielt im Jahre 1740 seinen Westturm. Nach einer baulichen Veränderung im Jahre 1783 wurde Stoitzendorf im darauffolgenden Jahr zur Pfarre erhoben. In der zweiten Hälfte des 19. Jahrhunderts erfolgte eine Umgestaltung des Kirchenbaues.

## Baubeschreibung

### Außen
Das im Kern gotische Langhaus mit Satteldach und umlaufendem Kaff- und Traufgesims ist im Norden und Süden mit je zwei und im Westen mit einem Strebepfeiler versehen. Diese Pfeiler mit Wasserschlag sind übereck gestellt und haben geschwungene Spitzgiebel und Pultdächer. Die Spitzbogenfenster des Langhauses liegen in tiefen Laibungen. Südlich bildet ein spätgotisches verstäbtes Rechteckportal aus dem Ende des 15. Jahrhunderts einen Zugang zur Kirche.
Im Westen wird das Langhaus von einer geschwungene Giebelmauer mit Putzschnecken aus dem Ende des 18. Jahrhunderts abgeschlossen. Dieser Giebelmauer mittig vorgestellt ist der Turm mit quadratischem Grundriss, der durch Gesimse in zwei Geschoße geteilt ist. Ein Rechteckportal an der Westseite des Turmes bildet den zweiten Zugang zum Kirchenraum. Darüber befindet sich ein Flachgiebel, der von Voluten getragen wird, gefolgt von einem Rechteckfenster und einem Okulus. Das Schallgeschoß hat Rundbogenfenster. Der Turm hat einen Pyramidenhelm mit integrierten Uhrengiebeln, der von einer Turmkugel und einem Kreuz bekrönt wird. Der Zugang zum Turm wird durch ein an der Nordseite angebautes achteckiges Treppentürmchen mit Pyramidendach erschlossen.
Der niedrige spätgotische eingezogene Chor stammt aus dem 15. Jahrhundert. Vier Strebepfeiler im Osten und einer im Süden sind mit Wasserschlägen, Pultschrägen und Pultdächern ausgestattet. Je ein Spitzbogenfenster befindet sich an der Süd- und Nordseite des Chores. An der Nordseite ist ein niedriger Sakristeianbau aus dem 15. Jahrhundert.

### Innen

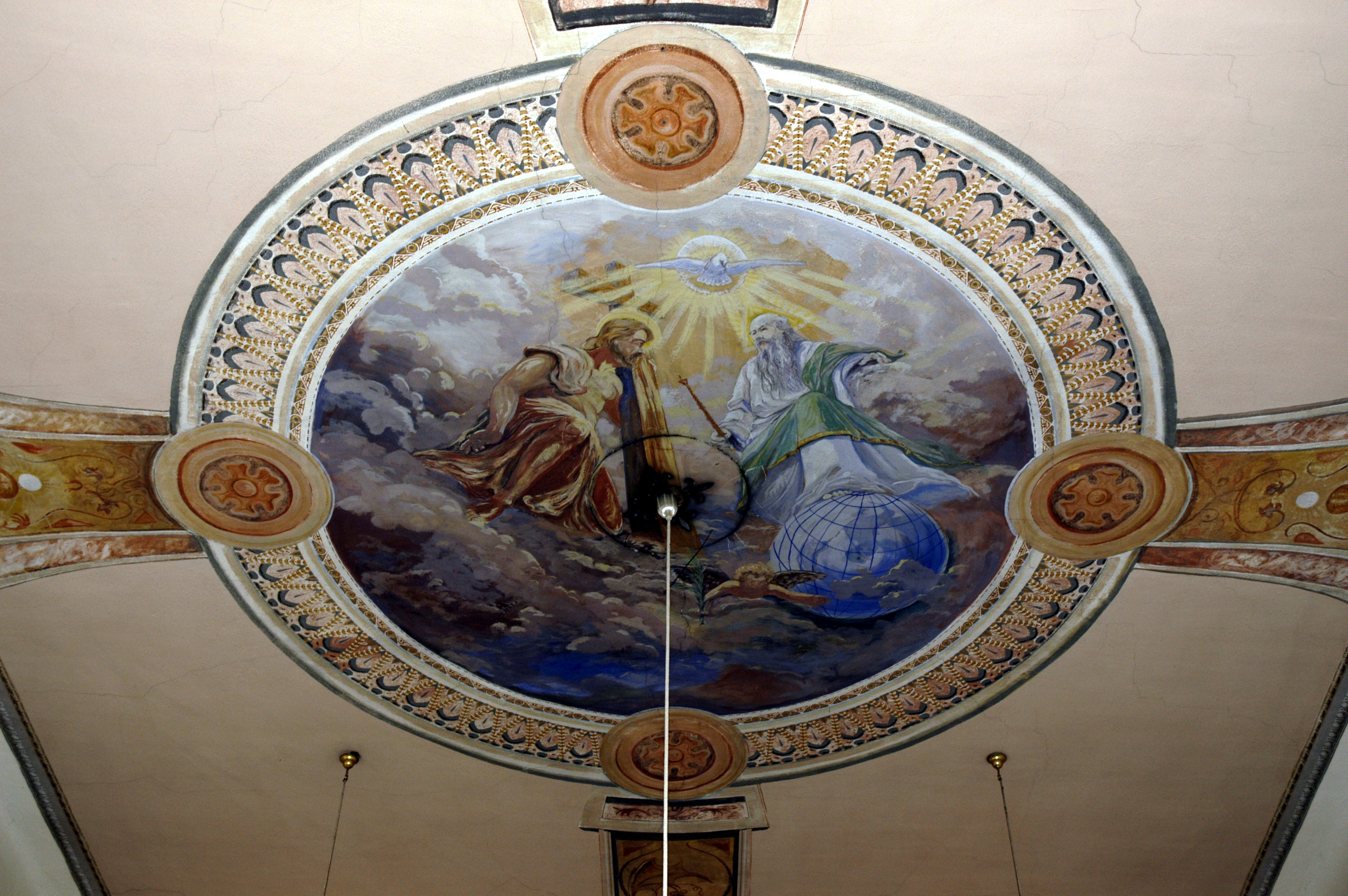
Detail der Decke im Langhaus

Der Innenraum und der etwas niedrigere Chor mit Fünfachtelschluss sind flach gedeckt. Die Decke weist reichliche Bemalung auf. Die Empore im Westen aus dem 19. Jahrhundert ruht auf zwei toskanischen Säulen.

## Ausstattung
Auf dem neugotischen Hochaltar befinden sich polychromierte barocke Figuren der Heiligen Peter und Paul. Weitere polychromierte Holzfiguren aus der Zeit um das Jahr 1800 im Langhaus stellen die Heiligen Sebastian, Rochus, Johannes Nepomuk und Leonhard sowie eine Immaculata dar. An der Südwand des Langhauses hängt das ehemalige Altarbild des heiligen Augustinus aus dem Jahre 1730. Der Taufstein stammt aus der zweiten Hälfte des 18. Jahrhunderts.
In der Sakristei mit Fenstern aus dem Anfang des 20. Jahrhunderts steht eine polychromierte Figur des Auferstandenen aus dem Ende des 18. Jahrhunderts.

### Orgel
Die Orgel wurde von Joseph Silberbauer begonnen und um 1805 von Ignaz Reinold vollendet. Sie kostete 630 Gulden und wurde [...] am 28. July 1805 zum ersten mal geschlagen. [...] Die alte Orgel wurde auf Röschitz in die Kapelle um 90 fl. verkauft.